# Диск 3,5 дюйма

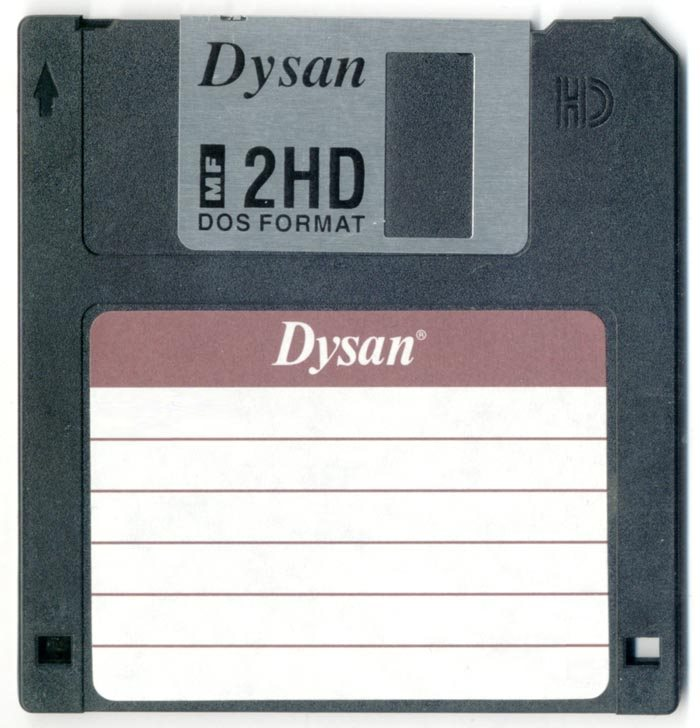
Дискета стандарта High Density

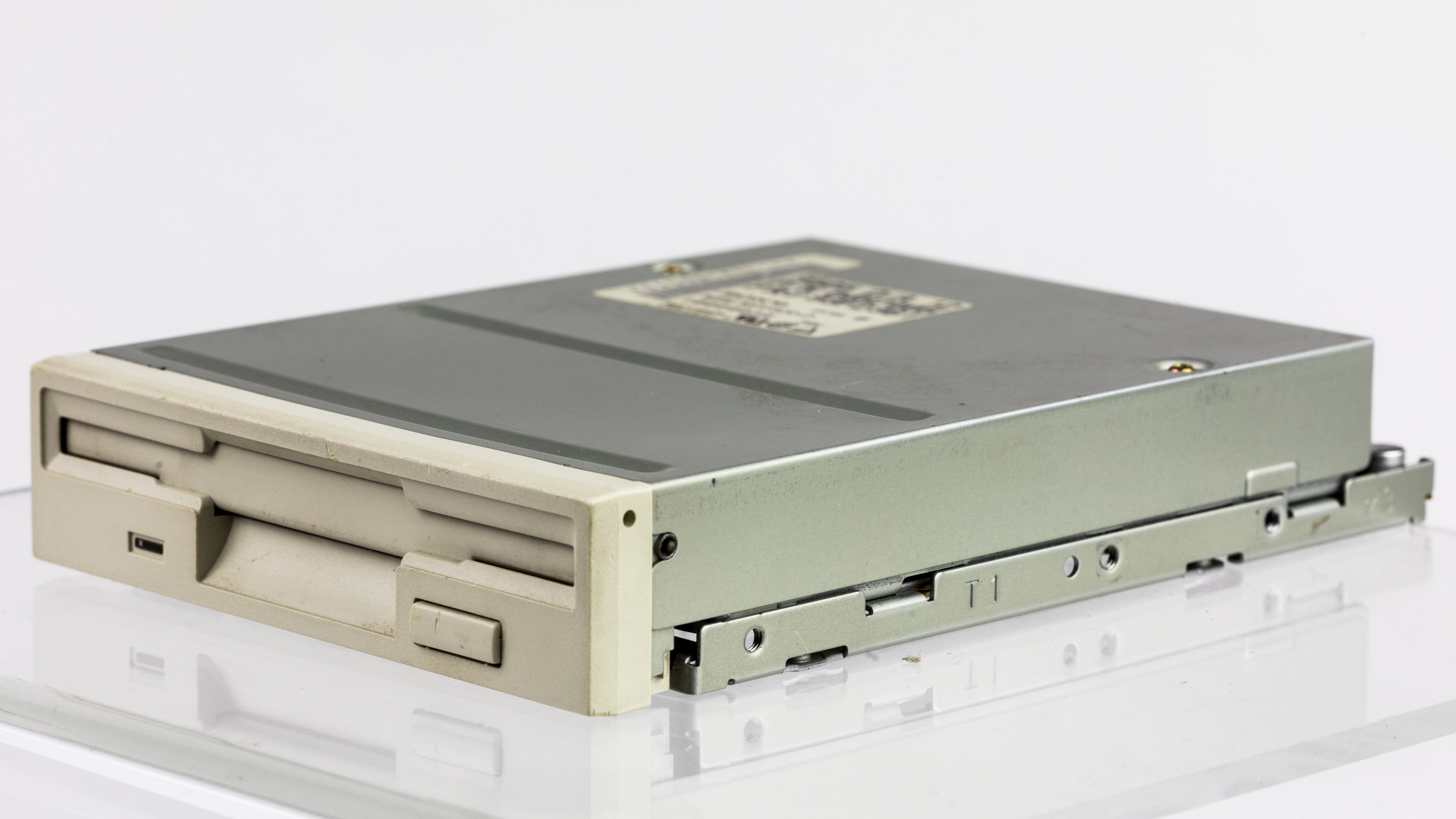
Дисковод Sony MPF520

Гибкий магнитный диск 3,5 дюйма (3½″) — формат накопителя на магнитных дисках, представленный компанией Sony в 1981 году как альтернатива более распространённым в те годы дискам 8″ и 5¼″. Этот формат записи получил широкое распространение и использовался до конца XX века, а также имел ограниченное распространение в начале XXI века.
Дискета имеет метрический размер (90 мм в ширину и 94 в длину), но запомнилась именно как «трёхдюймовая» (3,5″ — это чуть меньше, 88,9 мм).

## История
В 1971 году компания IBM представила 8″-диск как альтернативу дорогой постоянной памяти на магнитных сердечниках. Этот диск прозвали «floppy» из-за того, что он достаточно легко гнулся. В конце 1976 года в Wang Laboratories представили уменьшенную версию флоппи-диска, известную как 5¼″-диск, и этот формат записи имел большое распространение в зарождавшихся тогда микрокомпьютерах и текстовых процессорах.
Оба этих формата имели существенные недостатки, которые в компании Sony решили исправить. Прежде всего, ни 5¼″, ни тем более 8″ диски не помещались в карман рубашки. Хранить и переносить оба этих диска нужно было в специальном конверте, в противном случае можно было легко повредить магнитный слой. Также диск можно было повредить, случайно согнув или смяв его. Эти проблемы были решены за счёт твёрдой оболочки диска и створки, закрывающей магнитный слой, когда диск не вставлен в дисковод.
Компания Sony разработала новый привод к 1981 году и сразу нацелилась на продажу приводов сторонним компаниям: кроме собственного текстового процессора SMC-70 и персональных компьютеров стандарта MSX, среди первых новый привод получил HP-150 а также переносной компьютер Courier от Jonos Computers. Но Sony не была первой, кто разрабатывал диск уменьшенного размера в жёсткой оболочке. Похожие стандарты дисков — 3½″, 3¼″, 3″ и даже 2″ — представили многие другие компании. Однако именно стандарт Sony в конечном счёте завоевал бо́льшую долю рынка. Также в 1982 году был собран Промышленный Комитет по микрофлоппидискам (англ. Microfloppy Industry Commitee), который предложил сделать 3½″ от Sony индустриальным стандартом после некоторой доработки — в частности, добавить механизм автоматического открытия шторки, сделать переключатель защиты от записи в виде защёлки, а не съёмной заглушки, а также увеличить количество дорожек на диске. Первые версии 3½″-дисков имели ёмкость 218,8 КБайт, от которой после форматирования оставалось всего 161,2. Однако благодаря совершенствованию технологий записи к 1987 году удалось довести ёмкость до 1,4 МБайт, а позже — и до 2,8 МБайт, хотя последний вариант так и не получил распространения.
Считается, что популярностью 3½″ диск во много обязан вышедшему в 1984 году компьютеру Apple Macintosh. Стив Джобс изначально планировал использовать диски «FileWare» собственной разработки, известные также как «twiggy-дискеты», но Джордж Кроу и Боб Беллевиль убедили его в бесперспективности twiggy-дисковода, втайне от него заключили контракт с Sony и поставили Джобса перед фактом, что это — единственный доступный на тот момент вариант. В следующем году 3½″-дисковод стали устанавливать на Atari ST и Commodore Amiga, а в 1987 — на IBM PS/2.
Несмотря на то, что уже к началу 1990-х ПО и игры превзошли объём дискеты, она продолжала использоваться благодаря простоте обращения и дешевизне по сравнению с компакт-диском и другими форматами записи. Дискету можно спокойно оставить в госструктуре или редакции. BIOS’ы начала 2000-х обновлялись именно с дискет, пока не реализовали обновление через Windows-утилиту или флеш-накопитель. По большей части дискета вышла из употребления лишь с распространением недорогих флеш-накопителей около 2005. В 2011 году компания Sony объявила о прекращении выпуска дискет и за ней последовали и другие производители.

## Устройство

### Дискета
Устройство дискеты 3½″
Так же, как и в предшественниках, в новом формате запись производилась на тонкий полимерный диск, покрытый магнитным слоем, только уменьшенный до ⌀85,8 мм. Принципиальное отличие дискеты 3½″ — жёсткий пластмассовый корпус 90×94×3,3 мм. Для соединения с двигателем используется металлическая втулка с установочным отверстием, которая находится в центре дискеты. Механизм дисковода захватывает металлическую втулку, удерживая её с помощью постоянного магнита, а установочное отверстие в ней позволяет правильно позиционировать дискету, поэтому отпала необходимость делать для этого индексное отверстие непосредственно в магнитном диске. В отличие от 8″ и 5¼″ дискет, окно для головок закрыто подпружиненной шторкой из металла или пластмассы. Защита от записи производится небольшой сдвигающейся пластиковой шторкой в нижнем левом углу дискеты — открытое окошко соответствует активированной защите. В правом нижнем углу находятся окошки, позволяющие схеме дисковода определить плотность записи на дискету:
- нет окошка — 720 КБ,
- окошко расположено на одном уровне с окошком защиты от записи — 1,44 МБ,
- окошко расположено выше уровня окошка защиты от записи — 2,88 МБ.

Кроме того, на дискете имеется несколько выемок, необходимых для правильного позиционирования дискеты в приводе, а также выемка для контроля и фиксации открытия шторки. Дополнительно, один из углов дискеты срезан — также чтобы было невозможно вставить её не той стороной.

### Дисковод

Дисковод Sony MPF520
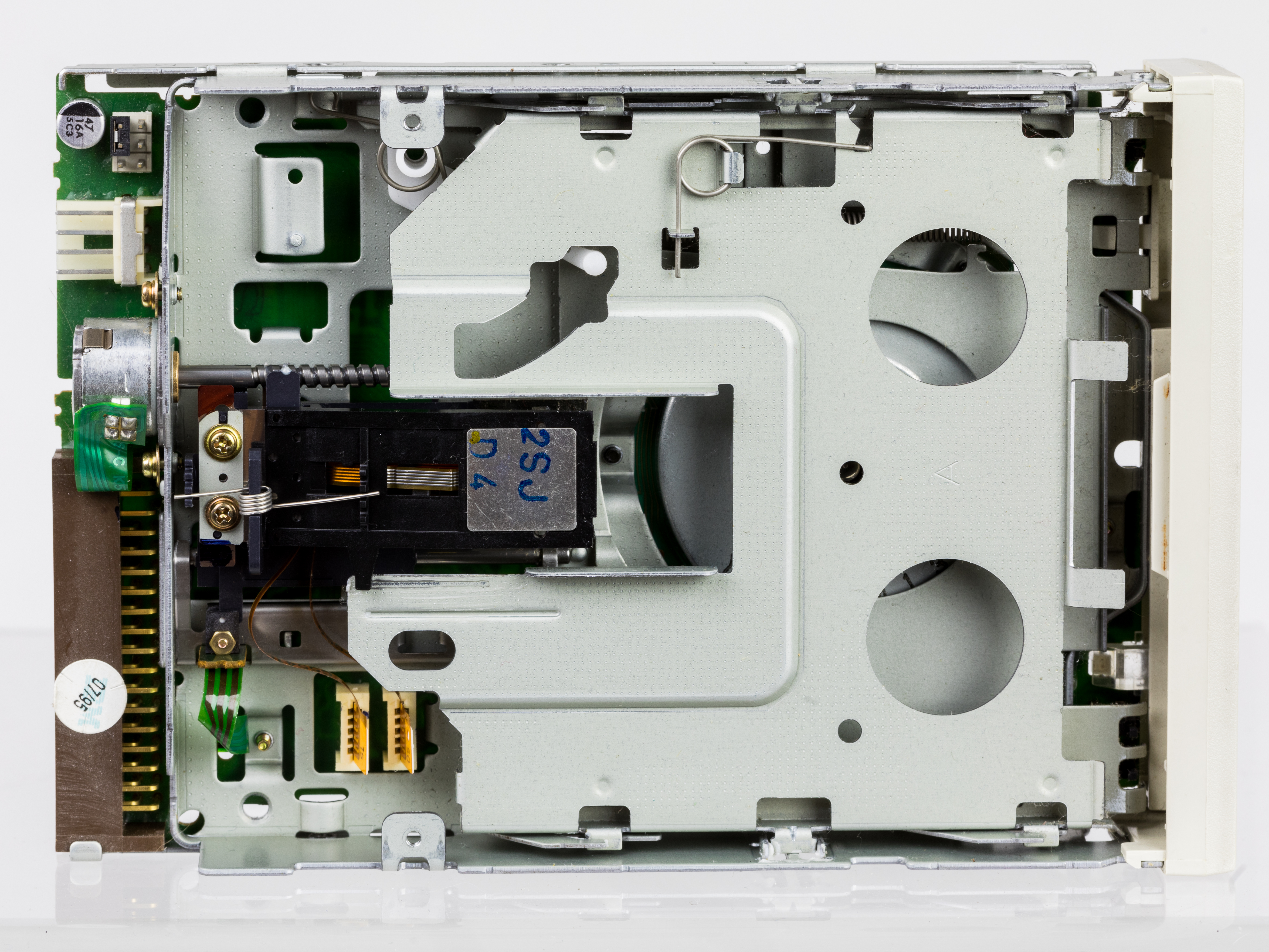
Вид со снятой верхней крышкой. Видны два упора — прямой (снизу) и скошенный (сверху), в которые должна упереться дискета. Сверху через прорезь виден рычаг открытия створки. Слева видны шаговый двигатель с червячным механизмом и магнитные головки.
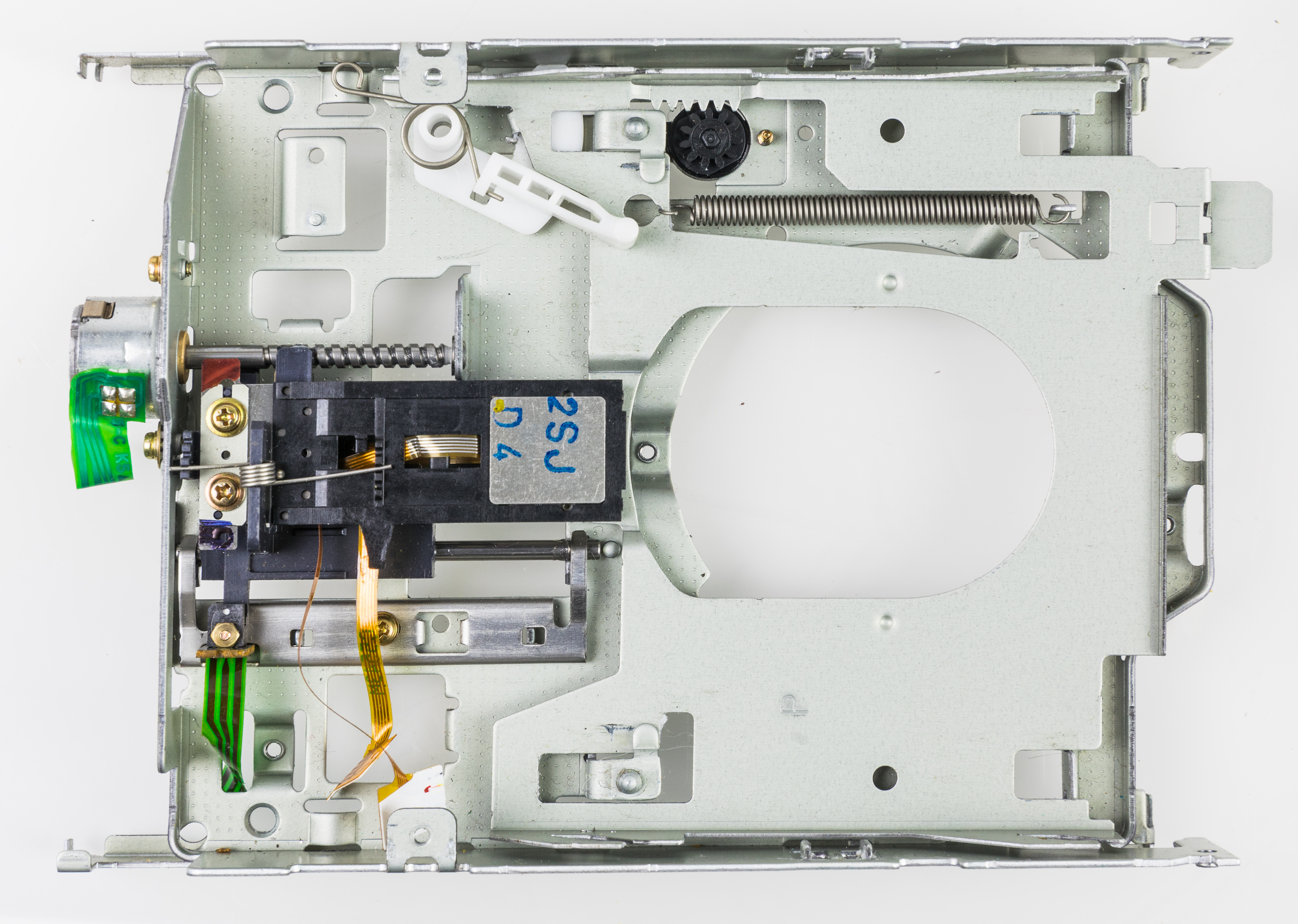
Вид без платы управления, двигателя и верхней части загрузочной рамки, но с шаговым двигателем и головками. Рычаг открытия створки виден полностью, также видны два контрольных штифта, не дающие вставить дискету не той стороной.
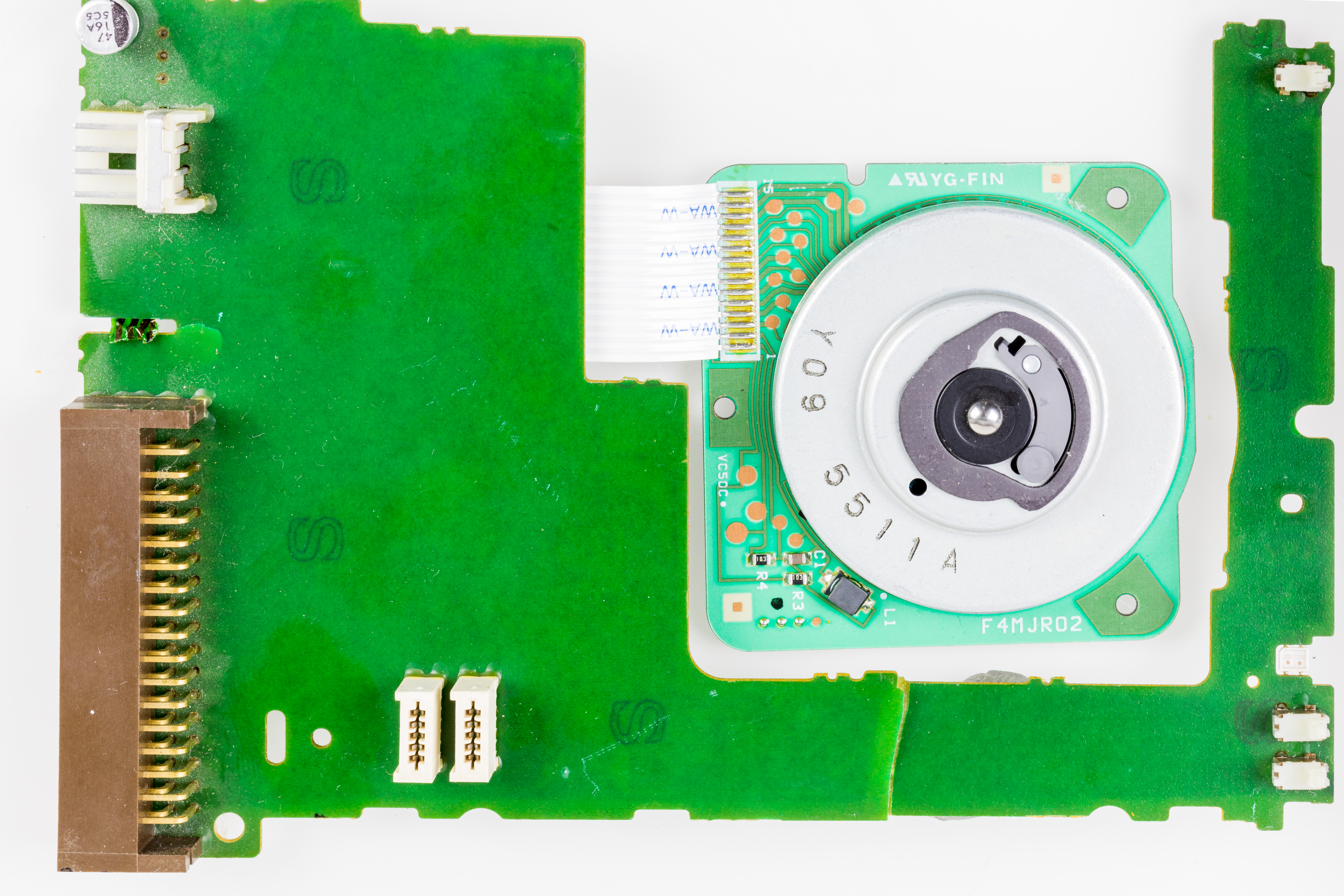
Плата управления и двигатель. На шпинделе двигателя имеется два штифта: центральный и подпружиненный боковой. Двигатель — синхронный, трёхфазный. Также в него встроен датчик положения — вместо индексного отверстия в самом диске, как это сделано в 5¼″ и 8″ дисках.

Жёсткий корпус дискеты позволил применить более совершенный механизм заправки. Если 8″ и 5¼″ — приводы позволяли установить диск неправильно и повредить тем самым как привод, так и дискету, в новом формате заправка дискеты была максимально упрощена и практически исключена установка её не той стороной. На нижней поверхности дискеты имеются прорези, к тому же один из углов со стороны шторки обрезан. При вставке дискеты в загрузочную щель она попадает в загрузочную рамку, имеющую выступы, которые входят в прорези на дискете, если она вставлена правильной стороной. Также на загрузочной рамке имеется собачка, которая отодвигает шторку дискеты. После того, как шторка открылась и дискета упёрлась в край заправочной рамки, последняя переходит вместе с дискетой в нижнее положение, опустив дискету на шпиндель и нижнюю головку, при этом контрольные штифты будут препятствовать этому, если дискета вставлена неправильно. Верхняя головка, благодаря рычажному механизму, также опускается на поверхность диска. Шпиндель двигателя вращения диска имеет подпружиненный штифт — если отверстие во втулке дискеты не сразу точно спозиционировалось напротив штифта, последний при запуске двигателя скользит по поверхности втулки до тех пор, пока не провалится в отверстие, тем самым захватив диск. Чтобы извлечь диск, достаточно нажать кнопку на передней панели и рамка переходит в верхнее положение, а дискету из загрузочного отверстия выталкивает специальная пружина.

### Интерфейс
Хотя первые модели дисководов от Sony оснащались собственным интерфейсом, усилиями MIC был утверждён тот же интерфейс, что использовался в 5¼″ и 8″ дисководах — так называемая «шина Шугарта». Различие только в форме разъёма — если в 5¼″ дисководе используется ленточный разъём, то 3½″ оснащаются штыревым. Кроме того, вместо полноразмерного разъёма Molex в 3½″ используется разъём питания Berg меньшего размера, при этом сам дисковод может не требовать наличия питания +12 В — большинству моделей достаточно только +5 В. Компьютеры Macintosh оснащались дисководами с доработанным интерфейсом, который позволял выбрасывать дискету по команде от компьютера, а также менять скорость вращения диска в зависимости от положения головки с целью повышения плотности записи.

## Методы записи

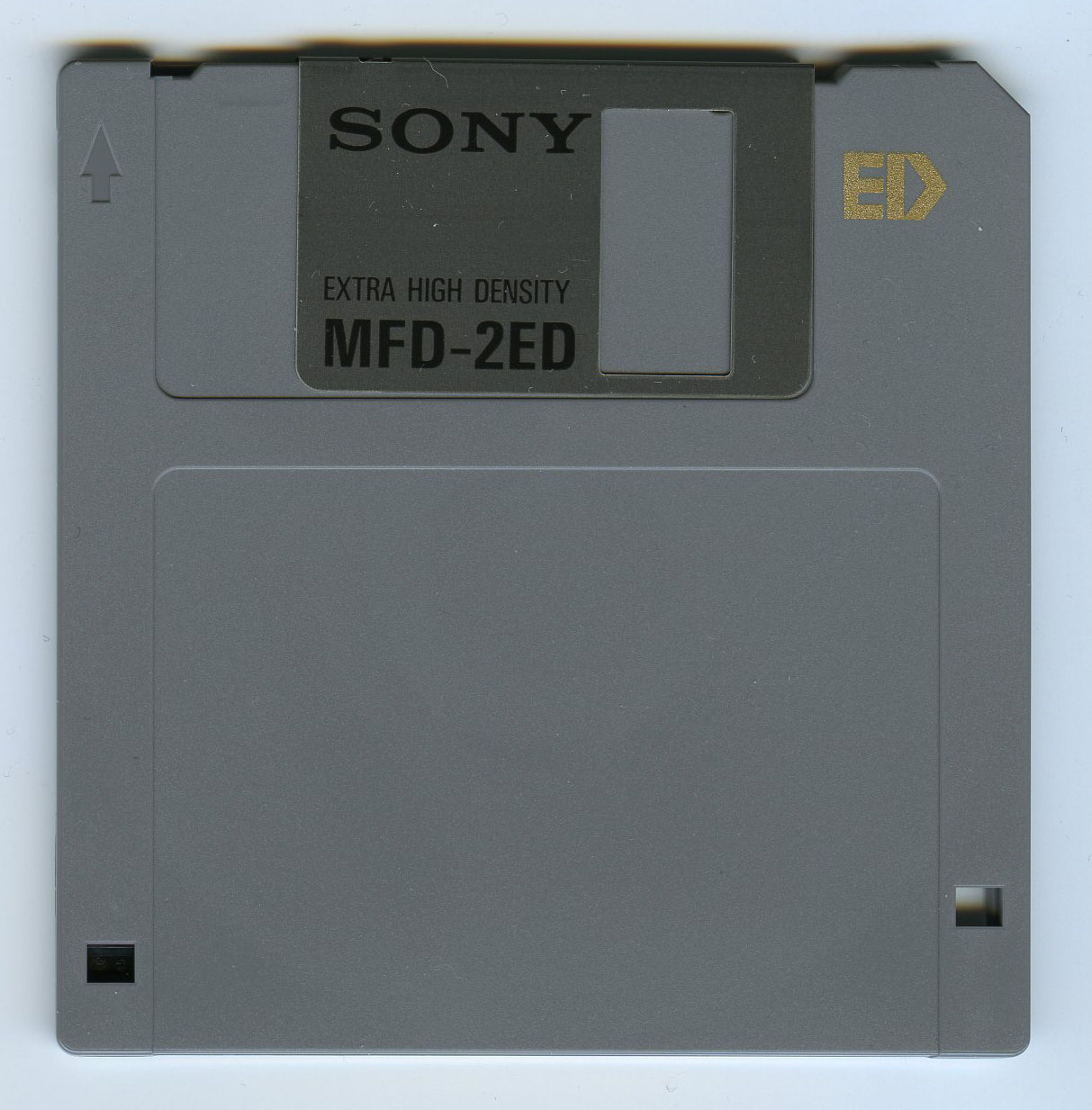
Дискету «сверхвысокой» плотности можно отличить по иному расположению отверстия в правой части и стилизованной надписи ED рядом со створкой

Первые версии 3½″ дисков поддерживали те же стандарты записи, что и 5¼″ — 40 или 80 дорожек, одна или две стороны, одинарная (при использовании обычной частотной модуляции) или двойная (при использовании MFM) плотность. За счёт легирования магнитного слоя кобальтом, дающего увеличение коэрцитивной силы, удалось увеличить плотность записи до 18 432 байт на одну дорожку, в сумме 1 474 560 байт (1440 КиБ), что, однако, требовало увеличения уровня сигнала записи, поэтому дискета обзавелась отверстием, сигнализирующей о том, что дискета поддерживает запись в режиме высокой плотности (HD). Дальнейшее увеличение плотности записи за счёт использования в качестве магнитного слоя феррита бария слишком сильно удорожало дискету, из-за чего дискеты сверхвысокой плотности (Extra-high density, ED) не получили распространения.

### Нестандартные форматы
Стандартный формат дискеты 3½″ ёмкостью 1,44 МБ подразумевал 80 дорожек по 18 секторов на каждой. Однако из-за того, что данная структура была не жёстко заданной на заводе по технологическим нормам, а логической и формировалась при форматировании дискеты, были утилиты, позволявшие форматировать дискеты с нестандартными параметрами, из-за чего ёмкость дискеты могла доходить вплоть до 1,7 МБ. Однако чтение дискет с таким нестандартным форматом возможно только при использовании специального драйвера (сами эти утилиты могли выступать в качестве такой резидентной программы).

### Стандарты и нормативные документы
- ECMA-125 : Data interchange on 90 mm flexible disk cartriges using MFM recording at 15 916 ftprad on 80 tracks on each side [pdf] : [англ.]. — Ecma International, 1987.
- ECMA-100 : Data interchange on 90 mm flexible disk cartriges using MFM recording at 7958 ftprad on 80 tracks on each side [pdf] : [англ.]. — Ecma International, 1988.
- ECMA-147 : Data interchange on 90 mm flexible disk cartriges using MFM recording at 31831 ftprad on 80 tracks on each side [pdf] : [англ.]. — Ecma International, 1990.
- ANSI X3.137 : Information Technology — One- and Two-Sided, Unformatted, 90-mm (3.5-in) 5,3-tpmm (135-tpi), Flexible Disk Cartridge for 7958 bpr Use — General, Physical and Magnetic Requirements : [англ.]. — ANSI, 1988, 29 January.